# Jenny Erpenbeck

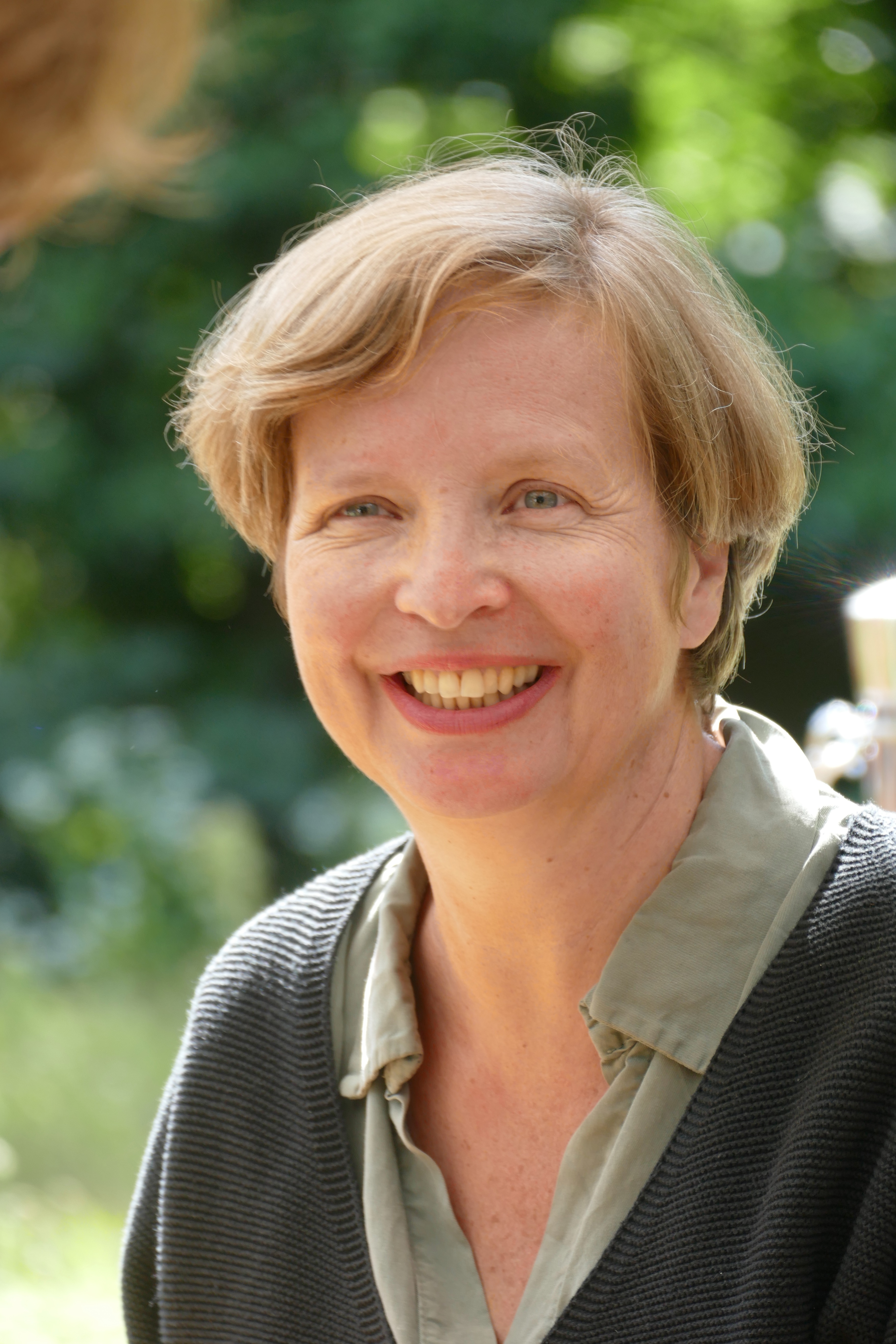
Jenny Erpenbeck 2021 auf dem Erlanger Poetenfest

Jenny Erpenbeck (* 12. März 1967 in Ost-Berlin) ist eine deutsche Schriftstellerin und Theaterregisseurin. Sie hat mehrere bedeutende deutsche und internationale schriftstellerische Auszeichnungen erhalten, so den Independent Foreign Fiction Prize (2015), den Thomas-Mann-Preis (2016) und den International Booker Prize (2024), den sie als erste Deutsche gewann.

## Leben
Jenny Erpenbeck ist die Tochter der Arabisch-Übersetzerin Doris Kilias und des Physikers, Philosophen und Schriftstellers John Erpenbeck. Ihre Großeltern väterlicherseits sind die Autoren Fritz Erpenbeck und Hedda Zinner.
Erpenbeck besuchte die Erweiterte Oberschule (EOS) „Heinrich Schliemann“ im Ost-Berliner-Stadtbezirk Prenzlauer Berg, an der sie 1985 ihr Abitur ablegte. Anschließend absolvierte sie eine zweijährige Lehre als Buchbinderin. Es folgte ein praktisches Jahr als Requisiteurin am Kleist-Theater in Frankfurt (Oder) und als Ankleiderin an der Staatsoper Berlin. Von 1988 bis 1990 studierte sie Theaterwissenschaft an der Humboldt-Universität zu Berlin. Über das Ende der DDR sagte Erpenbeck: „Die Freiheit war ja nicht geschenkt. Sie hatte einen Preis, und der Preis war mein gesamtes bisheriges Leben.“
1990 wechselte sie zum Studium der Musiktheater-Regie (u. a. bei Ruth Berghaus und Peter Konwitschny) zur Hochschule für Musik „Hanns Eisler“ Berlin. 1993 assistierte sie Heiner Müller bei der Produktion von Tristan und Isolde bei den Bayreuther Festspielen.
Nach dem erfolgreichen Abschluss des Studiums arbeitete sie ab 1997 als Regisseurin in Deutschland und Österreich. Gleichzeitig begann sie zu schreiben. 1999 erschien ihr Debüt Geschichte vom alten Kind. Es folgten u. a. die Romane Heimsuchung (2008), Aller Tage Abend (2012) und Gehen, ging, gegangen (2015), für die sie vielfach Preise im In- und Ausland erhielt, darunter den Thomas-Mann-Preis und den Independent Foreign Fiction Prize (2016 umbenannt in Man Booker International Prize, seit 2020 International Booker Prize).
Erpenbecks Werke wurden in 30 Sprachen übersetzt, darunter ins Englische, Französische, Spanische, Italienische, Schwedische, Türkische, Arabische, Hebräische, Dänische, Griechische, Niederländische, Norwegische, Slowenische, Ungarische, Japanische, Koreanische, Litauische, Polnische, Rumänische, Estnische und Finnische.
Erpenbeck ist Mitglied der Deutschen Akademie für Sprache und Dichtung, der Akademie der Künste Berlin, der Akademie der Wissenschaften und der Literatur Mainz, des PEN-Zentrums Deutschland und des Verband deutscher Schriftstellerinnen und Schriftsteller. 2017 wurde sie mit dem Bundesverdienstkreuz am Bande geehrt. Seit 2018 wird Erpenbeck von der Literaturagentur Wylie vertreten.
Erpenbeck ist mit dem Dirigenten Wolfgang Bozic verheiratet. 2002 wurde der gemeinsame Sohn geboren. Die Familie lebt in Berlin-Mitte.

## Ausgewähltes Werk
Kairos (2021)
Ihr 2021 im Penguin Verlag erschienener Roman Kairos handelt Ende der 1980er Jahre und Anfang der 1990er Jahre in Ost-Berlin von der Liaison zwischen dem Schriftsteller Hans, Anfang 50 und verheiratet, und der 19-jährigen Katharina, deren Vita einige Parallelen zu der Autorin Erpenbeck aufweist.
Der Roman sei „ganz sicher einer der aufrichtigsten und besten Romane über den Niedergang der DDR“, urteilte Peter Mohr in der Münchner Abendzeitung. Erpenbeck sei „keine Ostalgikerin“, schrieb Volker Weidermann in der Zeit, aber Kairos verarbeite die „Kraft der Trauer und des Verlustes“ der untergegangenen DDR. Es sei „eine Verlustgeschichte“, und der Umstand, dass das Buch in Deutschland weder für den Deutschen Buchpreis noch für den Preis der Leipziger Buchmesse nominiert war, sei möglicherweise auch darauf zurückzuführen, dass die Jurys von Westdeutschen besetzt waren, es könne von „westdeutschem Überdruss am Thema dieses Romans“ zeugen. Deutlich kritischer bewertete Adam Soboczynski das Buch – ebenfalls in der Zeit. Er würdigte zwar ebenso die literarische Qualität des Romans, wies aber zugleich auf die stark verzerrte Darstellung der Bundesrepublik hin, der ein geradezu strahlendes Bild der DDR sowie insbesondere Moskaus gegenübergestellt werde.
Das Werk wurde im Jahr 2022 mit dem Uwe-Johnson-Preis ausgezeichnet. 2024 gewann Erpenbeck mit Kairos als erste Deutsche gemeinsam mit Michael Hofmann als erstem männlichen Übersetzer den International Booker Prize. Sie ist damit die einzige Person, die sowohl den International Booker Prize als auch dessen Vorgängerpreis Independent Foreign Fiction Prize gewonnen hat, wobei sie für den International Booker Prize insgesamt sechsmal nominiert war.

## Rezeption
Den Feuilletons zufolge ist Erpenbeck im „Ausland berühmter als in Deutschland“. International wurde sie als Anwärterin auf den Literaturnobelpreis genannt. Andreas Platthaus (FAZ) führt ihren Erfolg in der englischsprachigen Welt auf die geschichtsträchtige „Folie der DDR“ zurück, vor der Erpenbecks Romane spielen, sowie auf die überwiegend konventionelle Erzählweise, die „entgegen den experimentellen Konzepten vieler deutschsprachiger Gegenwartsautoren die Form in den Dienst der Geschichte stellt.“

## Werkübersicht

### Prosa
Als Autorin
- Geschichte vom alten Kind. Eichborn, Frankfurt am Main 1999, ISBN 3-8218-0784-9.
- Tand. Erzählungen. Eichborn, Frankfurt am Main 2001, ISBN 3-8218-0696-6.
- Wörterbuch. Eichborn, Frankfurt am Main 2004, ISBN 3-8218-0742-3.
- Heimsuchung. Eichborn, Frankfurt am Main 2008, ISBN 978-3-8218-5773-2.
- Dinge, die verschwinden. Galiani, Berlin 2009, ISBN 978-3-86971-004-4.
- Aller Tage Abend. Knaus Verlag, München 2012, ISBN 978-3-8135-0369-2.[25]
- Sich ganz weit verirren – Sich vom Verirren verirren. Rede an die Abiturienten des Jahrgangs 2014. Hg. von Ralph Schock. Conte, Sankt Ingbert 2014, ISBN 978-3-95602-019-3.
- Gehen, ging, gegangen. Knaus, München 2015, ISBN 978-3-8135-0370-8.
- Kein Roman. Texte und Reden 1992 bis 2018. Penguin, München 2018, ISBN 978-3-328-60029-9.
- Kairos. Roman. Penguin, München 2021, ISBN 978-3-328-60085-5.
- Jenny Erpenbeck über Christine Lavant. Kiepenheuer & Witsch, Köln 2023, ISBN 978-3-462-00468-7.

Als Herausgeberin
- Christine Lavant / Seit heute, aber für immer / Gedichte. Ausgewählt und mit einem Nachwort von Jenny Erpenbeck. Wallstein, Göttingen 2023, ISBN 978-3-8353-5158-5.

### Dramatik
- Katzen haben sieben Leben. Uraufführung: 30. Januar 2000, Vereinigte Bühnen Graz.[26] Verlegt bei Eichborn, Frankfurt am Main 2000, ISBN 3-8218-0785-7, sowie beim Verlag der Autoren ISBN 978-3-88661-339-7.
- Leibesübungen für eine Sünderin. Uraufführung: 27. März 2003, Deutsches Theater Berlin.[27]
- Schmutzige Nacht. Verlegt beim Verlag der Autoren, Frankfurt am Main, 2015, ISBN 978-3-88661-339-7.
- Lot. Libretto für eine Oper in deutscher Sprache von Giorgio Battistelli, Uraufführung: 28. Mai 2017, Staatsoper Hannover[28][29]; Vertrieb Casa Ricordi Milano.

### Inszenierungen
- 1997: Gedichte aus der Hauspostille (Brecht), Berliner Ensemble
- 1998: Hänsel und Gretel (Humperdinck), Opernhaus Graz
- 2000: Katzen haben sieben Leben (UA), Schauspielhaus Graz
- 2000: Schauspieldirektor/Apotheker (Mozart/Haydn), Landestheater St. Pölten
- 2000: Cabaret (Kander), Schauspielhaus Linz
- 2001: Erwartung/Herzog Blaubarts Burg, (Schönberg/Bartòk), Opernhaus Graz
- 2002: L’Orfeo, (Monteverdi). Theater Aachen
- 2003: Acis und Galathea (Händel), Staatsoper Berlin
- 2004: Orpheus in der Unterwelt (Offenbach/Hacks), Hans-Otto-Theater Potsdam
- 2006: Zaide (Mozart/Erpenbeck), Oper Nürnberg (Markgrafentheater Erlangen)

### Essay
- Kein Roman. Texte und Reden 1992 bis 2018. Penguin, München 2018, ISBN 978-3-328-60029-9.

## Preise und Würdigungen
- 2001: Preis der Jury beim Ingeborg-Bachmann-Wettbewerb in Klagenfurt[30]
- 2001: mehrere Aufenthaltsstipendien (Ledig Rowohlt House in New York; Künstlerhaus Schloss Wiepersdorf[31])
- 2004: GEDOK Literaturförderpreis
- 2006: Trägerin des Stipendiums Inselschreiber auf Sylt[32]
- 2008: Solothurner Literaturpreis
- 2008: Heimito von Doderer-Literaturpreis
- 2008: Hertha Koenig-Literaturpreis[33]
- 2009: Preis der LiteraTour Nord
- 2010: Literaturpreis der Stahlstiftung Eisenhüttenstadt[34]
- 2013: Schubart-Literaturpreis[35]
- 2013: Evangelischer Buchpreis für Aller Tage Abend
- 2013: Joseph-Breitbach-Preis
- 2013: Thomas-Valentin-Literaturpreis
- 2013: Poetik-Professur an der Universität Bamberg
- 2013: Ver.di-Literaturpreis Berlin-Brandenburg
- 2014: Europäischer Literaturpreis (Niederlande) für Aller Tage Abend
- 2014: Hans-Fallada-Preis
- 2014: Heinrich-Heine-Gastdozentur[36]
- 2015: Gehen, ging, gegangen auf der Shortlist des deutschen Buchpreises[37]
- 2015: Independent Foreign Fiction Prize für The End of Days, übers. von Susan Bernofsky[38]
- 2016: Walter-Hasenclever-Literaturpreis[39]
- 2016: Thomas-Mann-Preis[40]
- 2016: Shortlist des International DUBLIN Literary Award mit The End of Days, übers. von Susan Bernofsky
- 2017: Premio Strega Europeo[41]
- 2017: Bundesverdienstkreuz am Bande[42]
- 2018: New York Times Notable Book List 2018 – Go. Went, Gone (Gehen, ging, gegangen - englische Übersetzung Susan Bernofsky)
- 2019: Usedomer Literaturpreis
- 2019: Premi Libreter (Katalonien) für Gehen, ging, gegangen (katalanische Übersetzung Marta Pera Cucurell)
- 2019: Heimsuchung (in engl. Übers. von Susan Bernofsky) auf der Guardian-Liste „100 Best Books of the 21st Century“
- 2021: Lee-Hochul-Literaturpreis für den Frieden, insbes. für Aller Tage Abend (vgl. Lee Ho-chol)[43]
- 2022: Uwe-Johnson-Preis für Kairos
- 2023: Internationaler Stefan-Heym-Preis[44]
- 2024: International Booker Prize für Kairos, übers. von Michael Hofmann[45][46]
- 2025: Berliner Bär (B.Z.-Kulturpreis)[47]

## Hörbücher
- Heimsuchung. Roman. Autorenlesung. der Hörverlag, München 2016, ISBN 978-3-8445-2510-6 (Hörbuch-Download)
- Kairos. Roman. Autorenlesung. der Hörverlag, München 2021, ISBN 978-3-8445-4353-7 (Hörbuch-Download)
- Jenny Erpenbeck über Christine Lavant. Autorenlesung, mit Bernd Reheuser. Argon Verlag, Berlin 2023, ISBN 978-3-7324-7361-8 (Hörbuch-Download)